# Stellah Wairimu Bosire-Otieno
Stellah Wairimu Bosire-Otieno, là một bác sĩ và giám đốc điều hành người Kenya, là giám đốc điều hành của Hiệp hội Y khoa Kenya (KMA).

## Gia cảnh và giáo dục
Cô sinh ra và lớn lên ở Kibera, khu ổ chuột lớn nhất ở Nairobi, thủ đô và thành phố lớn nhất của Kenya. Mẹ cô mắc chứng tâm thần phân liệt và cha của Stellah không phải lúc nào cũng có sẵn cho gia đình. Stellah trở nên nghiện ma túy và rượu, khi còn là một thiếu niên.
Cô may mắn được ghi danh vào "Trường trung học nữ sinh nhà nước", ở Nairobi để theo học tại O-Level, tốt nghiệp năm 2003. Sau khi hoàn thành chương trình học A-Level, cô được nhận vào Đại học Nairobi để học ngành y khoa, tốt nghiệp năm 2012 với bằng Cử nhân Y khoa và Cử nhân Phẫu thuật (MBChB). Sau đó, cô đã nhận được bằng Thạc sĩ Khoa học (MSc) về Chính sách Sức khỏe Toàn cầu, từ Chương trình Quốc tế của Đại học London, vào năm 2017. Cô hiện đang theo học chương trình cấp bằng Thạc sĩ Quản trị Kinh doanh (MBA) tại Trường Kinh doanh Strathmore, với kế hoạch tốt nghiệp vào năm 2018. Cô cũng có bằng tốt nghiệp về sức khỏe sinh sản, được lấy từ Quỹ Geneva về giáo dục và nghiên cứu y tế, năm 2016.

## Kinh nghiệm làm việc
Sau khi hoàn thành thực tập, cô được Avenue chăm sóc sức khỏe, một mạng lưới các Trung tâm chăm sóc khẩn cấp, làm Giám đốc bác sĩ của vị trí Embakasi. Ở đó, cô quản lý một nhóm gồm mười lăm nhân viên chăm sóc sức khỏe và đảm bảo cung cấp dịch vụ phù hợp, trong hai năm (2014 đến 2016). Kể từ tháng 9 năm 2013, Tiến sĩ Bosire-Otieno là Phó Chủ tịch của Toà án HIV/AIDS của Kenya. Trong khả năng này, cô tập trung vào việc thúc đẩy quyền con người và tiếp cận công lý cho những người bị ảnh hưởng và bị nhiễm HIV/AIDS. Bắt đầu từ tháng 10 năm 2016, cô được bổ nhiệm làm Giám đốc điều hành và Thư ký cho Hội đồng quản trị của Hiệp hội Y khoa Kenya, một nhóm vận động và tư vấn trong ngành.

## Những ý kiến khác
Năm 2017, Stellah Wairimu Bosire-Otieno được vinh danh trong danh sách "Top 40 phụ nữ dưới 40 tuổi hàng đầu ở Kenya", bởi Business Daily Africa, một tờ báo kinh doanh hàng ngày bằng tiếng Anh.